# Агаэт
Агаэт — известный из предания царь скифов, предоставивший грекам территорию для строительства Пантикапея.
О царе скифов Агаэте известно из труда Стефана Византийского, который использовал работу неизвестного автора, записавшего старинное предание. По этому сообщению, Агаэт предоставил место для строительства будущей столицы Боспорского царства Пантикапея прибывшему сыну колхидского царя Аэта. По замечанию С. Ю. Сапрыкина, несмотря на мифологичный характер истории, она свидетельствует о заключении прибывшими милетянами соглашения с местными варварскими племенами. По другой версии, переданной Страбоном, греки сумели силой вытеснить с приглянувшейся им территории обитавших здесь скифов. По мнению изучившего письменную традицию и археологические материалы Ю. Г. Виноградова, к которому присоединился Е. А. Молев, вариант ненасильственного поселения колонистов, с молчаливого согласия хозяев или на определённых договорных началах, является более предпочтительным. К тому же сам Страбон в другом месте своей «Географии» сообщает о дани, которую Боспор выплачивал варварам.